# Hockey East
La Hockey East Association, más comúnmente conocida como Hockey East, es una conferencia dedicada únicamente al deporte del hockey sobre hielo, de la División I de la NCAA cuyos miembros están localizados mayormente en la región de Nueva Inglaterra. Tiene su sede en Wakefield, Massachusetts.
La Hockey East nació en 1984 para el hockey masculino cuando la mayoría de sus miembros actuales se separaron de lo que hoy se conoce como ECAC Hockey, después de desacuerdos con los miembros de la Ivy League. La liga femenina, la WHEA, comenzó a funcionar en 2002.
El 5 de octubre de 2011, la Notre Dame Fighting Irish, de la ACC, solicitó entrar en la Hocleu East tras la desaparición de la CCHA, convirtiéndose en 2013 en el primer equipo de fuera de Nueva Inglaterra en pertenecer a la conferencia.

## Miembros
La conferencia actualmente cuenta con 12 miembros, con 11 equipos masculinos y 10 equipos femeninos.
| Institución                          | Ciudad        | Estado          | Apodo               | Fundado | Afiliación                                   | Alumnos | Conf. primaria |
| ------------------------------------ | ------------- | --------------- | ------------------- | ------- | -------------------------------------------- | ------- | -------------- |
| Boston College                       | Chestnut Hill | Massachusetts   | Eagles              | 1863    | Privada/Católica (Jesuita)                   | 14.640  | ACC            |
| Universidad de Boston                | Boston        | Massachusetts   | Terriers            | 1839    | Privada/No sectaria (antiguamente Metodista) | 31.766  | Patriot League |
| Universidad de Connecticut           | Storrs        | Connecticut     | Huskies             | 1881    | Pública                                      | 30.474  | Big East       |
| College of the Holy Cross            | Worcester     | Massachusetts   | Crusaders (Fem.)    | 1843    | Privada/Católica (Jesuita)                   | 2.787   | Patriot League |
| Universidad de Maine                 | Orono         | Maine           | Black Bears         | 1865    | Pública                                      | 11.222  | America East   |
| Universidad de Massachusetts Amherst | Amherst       | Massachusetts   | Minutemen (Masc.)   | 1863    | Pública                                      | 27.269  | Atlantic 10    |
| Universidad de Massachusetts Lowell  | Lowell        | Massachusetts   | River Hawks (Masc.) | 1894    | Pública                                      | 17.184  | America East   |
| Merrimack College                    | North Andover | Massachusetts   | Warriors            | 1947    | Privada/Católica (Agustina)                  | 2,975   | NEC            |
| Universidad de Nuevo Hampshire       | Durham        | Nuevo Hampshire | Wildcats            | 1866    | Pública                                      | 14.761  | America East   |
| Universidad Northeastern             | Boston        | Massachusetts   | Huskies             | 1898    | Privada/No sectaria                          | 20.749  | CAA            |
| Providence College                   | Providence    | Rhode Island    | Friars              | 1917    | Privada/Católica (Dominicos)                 | 4,585   | Big East       |
| Universidad de Vermont               | Burlington    | Vermont         | Catamounts          | 1791    | Pública                                      | 11.999  | America East   |

### Antiguos miembros
| Institución               | Ciudad     | Estado  | Apodo                  | Fundado | Afiliación                                      | Alumnos | Conf. de trasiado             | Año de salida |
| ------------------------- | ---------- | ------- | ---------------------- | ------- | ----------------------------------------------- | ------- | ----------------------------- | ------------- |
| Universidad de Notre Dame | Notre Dame | Indiana | Fighting Irish (Masc.) | 1842    | Privada/Católica (Congregación de la Sta. Cruz) | 12.179  | Big Ten Conference (afiliado) | 2017          |

### Línea del tiempo de los miembros
Masculino     Femenino     Ambos  